# Spartan South Midlands Football League
De Spartan South Midlands Football League  is een Engelse regionale voetbalcompetitie voor clubs uit Hertfordshire, het noordwesten van Groot-Londen, Buckinghamshire en het zuiden van Bedfordshire. De competitie bestaat uit drie hoofddivisies: de Premier Division, Division One en Division Two. Daarnaast zijn er twee divisies voor reserveteams.
De competitie werd opgericht in 1997 door een fusie van de London Spartan League en de South Midlands League.
De Premier Division maakt deel uit van het vijfde niveau van het National League System ofwel het negende niveau van de Engelse voetbalpiramide. Division One en Division Two bevinden zich respectievelijk één en twee niveaus lager. De reservedivisies zijn niet onderdeel van de voetbalpiramide.

## Voormalige kampioenen

### Periode 1997-1998
De competitie begon haar eerste seizoen in 1997 met drie divisies, waarvan zowel de hoogste als de laagste werd opgesplitst in een noordelijke en een zuidelijke divisie.
| Seizoen | Premier Division North | Premier Division South | Senior Division       | Division One North | Division One South |
| ------- | ---------------------- | ---------------------- | --------------------- | ------------------ | ------------------ |
| 1997/98 | Brache Sparta          | Brook House            | New Bradwell St Peter | Luton Old Boys     | Old Roan           |

### Periode 1998-2001
In 1998 werden de subdivisies afgeschaft en kwam er een eenvoudige competitieopzet met drie divisies, waartussen promotie en degradatie mogelijk is.
| Seizoen | Premier Division   | Senior Division | Division One        |
| ------- | ------------------ | --------------- | ------------------- |
| 1998/99 | Barkingside        | Holmer Green    | Bridger Packaging   |
| 1999/00 | Arlesey Town       | Tring Athletic  | Dunstable Town      |
| 2000/01 | Beaconsfield SYCOB | Letchworth      | Pitstone & Ivinghoe |

### Periode 2001-heden
In 2001 werden de Senior Division en Division One omgedoopt tot respectievelijk Division One en Division Two.
| Seizoen | Premier Division   | Division One        | Division Two         |
| ------- | ------------------ | ------------------- | -------------------- |
| 2001/02 | London Colney      | Greenacres          | Mursley United       |
| 2002/03 | Dunstable Town     | Pitstone & Ivinghoe | Buckingham Athletic  |
| 2003/04 | Beaconsfield SYCOB | Haywood United      | Old Dunstablians     |
| 2004/05 | Potters Bar Town   | Oxhey Jets          | Crawley Green Sports |
| 2005/06 | Oxford City        | Colney Heath        | Aston Clinton        |
| 2006/07 | Edgware Town       | Brimsdown Rovers    | AFC Dunstable        |
| 2007/08 | Beaconsfield SYCOB | Kentish Town        | Kings Langley        |
| 2008/09 | Biggleswade Town   | Royston Town        | The 61 FC (Luton)    |
| 2009/10 | Aylesbury          | Holmer Green        | Berkhamsted          |
| 2010/11 | Chalfont St. Peter | Berkhamsted         | Padbury United       |
| 2011/12 | Royston Town       | London Colney       | Aston Clinton        |
| 2012/13 | Dunstable Town     | London Lions        | Kent Athletic        |
| 2013/14 | Hanwell Town       | Sun Postal Sports   | Hale Leys United     |